# Antonio Irineo Villarreal
Pour les articles homonymes, voir Álvarez.
Antonio Irineo Villarreal González, né le 3 juillet 1879 à Lampazos de Naranjo, Nuevo León et mort le 16 décembre 1944 à Mexico, était un homme politique et révolutionnaire mexicain. Il fut Président de la Convention Révolutionnaire Souveraine entre 31 octobre 1914 et 6 novembre 1914,,,.
Antonio I. Villareal est le frère des militantes révolutionnaires et féministes María Andrea et Teresa Villarreal González.

## Biographie
Opposant libéral à la dictature du président Porfirio Díaz, Antonio Irineo Villareal est notamment secrétaire du Club libéral "Ponciano Arriaga" de San Luis Potosí. Contraint à l'exil en 1904, comme nombre d'opposant, Villareal participe à la fondation du Parti libéral mexicain (Partido Liberal Mexicano, PLM) aux côtés des frères Ricardo et Enrique Flores Magón, Librado Rivera, Juan Sarabia, Manuel Sarabia, et Rosalío Bustamante. Pour ses activités politiques, il passe trois ans en prison aux États-Unis, pour infraction aux lois de neutralité.
Lorsque la révolution mexicaine éclate, en novembre 1910, Villareal rejoint le mouvement anti-réélectionniste de Fransisco I. Madero. Lui et Juan Sarabia rompent alors avec le PLM, qui refuse de s'allier avec le mouvement madériste considéré comme un mouvement bourgeois. Cette rupture entre les éléments libéraux classiques et le Parti entérine l'orientation anarchiste-communiste de celui-ci.
Villareal mène la lutte armée au Chihuahua et au Sonora en compagnie de 127 hommes menant de nombreuses batailles contre l'armée fédérales. Le 20 juin 1911, Villarreal obtient le grade de colonel pour ses victoires. Après l'abdication de Porfirio Díaz, Antonio I. Villareal est nommé consul général du Mexique en Espagne, le 12 août 1912, Antonio I. Villareal y épouse Blanca Sordo ArzateIl, à Cangas de Onís. Il est ensuite nommé consul général au Japon. Mais n'a cependant pas le temps de rejoindre son poste du fait du coup d'État de février 1913.
En mars 1913, le Plan de Guadalupe est proclamé contre Victoriano Huerta, Villarreal rejoint la lutte de l'armée constitutionnaliste commandée par Venustiano Carranza. Il participe à la campagne militaire dans les États de Coahuila et de Nuevo León. Il participe de façon décisive aux combats de Salinas Victoria, en octobre, à ceux de Topo Chico le 22, et, entre le 24 et le 25, contribue à l'occupation de Monterrey. Villareal est promu au grade de général de brigade, ses troupes combattent à General Terán, Montemorelos et Linares. Elles entrent dans Tamaulipas en novembre, pour occuper Ciudad Victoria et ensuite attaquer la place de Guerrero. En avril 1914, il marche à nouveau sur Monterrey, contribuant à la prise de cette place le 23. La ville occupée, Villarreal est nommé gouverneur et commandant militaire du Nuevo León.
Au cours de son administration, il émet des décrets sur les relations de travail au profit des travailleurs. Il interdit aussi le culte religieux.
En octobre 1914, Antonio I. Villareal assiste à la Convention d'Aguascalientes. Il est nommé président de cette convention qui se déclare souveraine, il est donc officiellement chef de l'État mexicain pendant la période.
Il quitte finalement ses fonctions de gouverneur le 5 janvier 1915, il est alors remplacé par Rafael Cepeda de la Fuente.
Villarreal est Secrétaire à l'agriculture et au développement de 1920 à 1924, sous la présidence d'Álvaro Obregón. Très actif, il dirige alors l'application de la réforme agraire. En 1923, il quitte l'armée et prend ses distances avec les obregonistes pour rejoindre les forces d'Adolfo de la Huerta qui se révolte en décembre 1923 contre la concentration rapide du pouvoir dans les mains du président. Antonio I. Villarreal dirige la rébellion delahuertiste dans le Nuevo León et le Tamaulipas. L'insurrection est militairement vaincue en février 1924, et Villarreal fini par s'expatrier à San Antonio, au Texas.
Il retourne au Mexique quelques années plus tard pour soutenir la rébellion escobariste (1929). Il est ensuite candidat à la présidence de la République à trois reprises. Le 12 décembre 1940, il rejoint l'armée avec le grade de général de division, son grade est ratifié par le Sénat.
Antonio I. Villarreal meurt à Mexico le 16 décembre 1944, à l'âge de 65 ans. Ses restes reposent dans l'Explanada de los Héroes, sur la Macroplaza de Monterrey.